# 檜垣徳太郎
檜垣 徳太郎（ひがき とくたろう、1916年10月31日 - 2006年10月15日）は、日本の農林官僚・政治家。自由民主党参議院議員（3期）。

## 来歴・人物
愛媛県松山市出身。旧制松山高校を経て、1941年（昭和16年）東京帝国大学卒業。農林省に入省（水産局嘱託）。入省成績は下から2番目。農林経済局肥料課長、大臣官房予算課長、農地局管理部長、大臣官房長、畜産局長、大臣官房長（再任）、1968年（昭和43年）食糧庁長官を経て、1969年（昭和44年）農林事務次官。官僚時代には自主流通米制度の創設や減反政策に指導力を発揮した。
退官後、1971年（昭和46年）の第9回参議院議員通常選挙に全国区から出馬し、全国農業者農政運動組織連盟に支援される形で初当選。後に愛媛県選挙区に移り連続当選3回。自民党内では中曽根康弘派に属し、1982年11月から1983年12月まで第1次中曽根内閣の郵政大臣を務め、電電公社の民営化を決めた。このほか、参議院の大蔵委員会、議院運営委員会、予算委員会の各委員長を歴任。1989年（平成元年）の参院選で自民党はリクルート、農政批判、消費税の逆風を受け、連合候補の池田治に敗れ落選、政界を引退した。
「農政の大御所」、自民党きっての農政通といわれ、同党総合農政調査会長、党果樹農業振興議員連盟会長などの要職を務めた。1981年（昭和56年）から全国農業会議所会長を21年間にわたり務め、農業近代化に尽くした。このほか、財団法人二十一世紀村づくり塾長、社団法人日本国際酪農連盟会長、社団法人農林放送事業団会長など、農業関係団体の役職を歴任。株式会社伊予テレビ取締役相談役など放送関係の役職にも就いた。亡くなるまで長年に亘り松山愛郷会会長も務めた。
1987年（昭和62年）勲一等瑞宝章、ドイツ連邦大功労十字賞、1993年（平成5年）愛媛県功労賞、1995年（平成7年）愛媛新聞賞、愛媛放送賞などを受けた。
2006年（平成18年）10月15日午後4時37分、多臓器不全のため神奈川県川崎市内の病院で死去。享年89。死後、死亡日にさかのぼって正七位から従三位に昇叙せられた（2006年11月16日付官報第4465号にて告示）。